# Ліліт

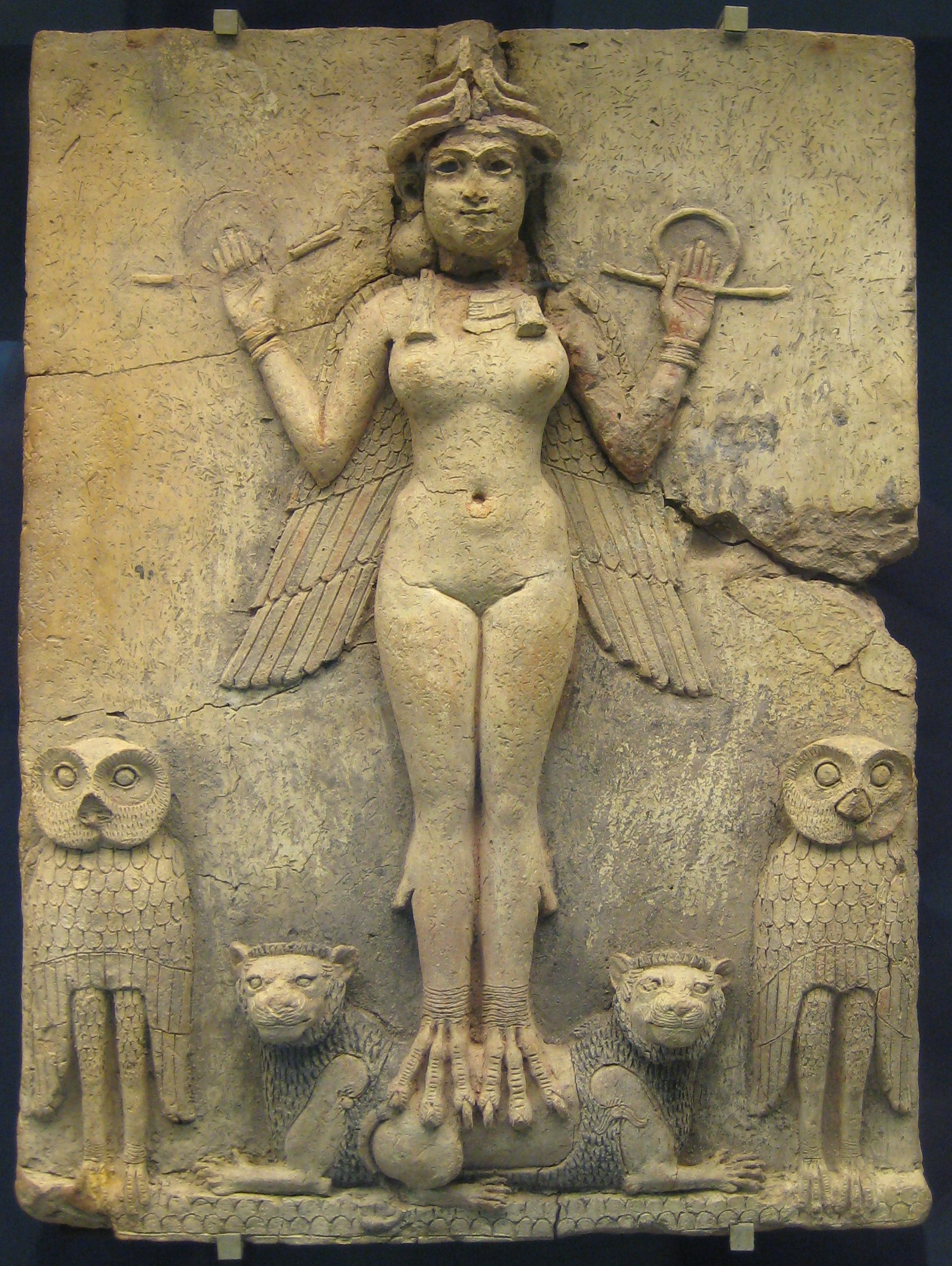
Рельєф Берні («Цариця ночі»); згідно із версією — зображення Ліліт. Початок II тис. до н. е.. Британський музей

Лілі́т (івр. לילית) чи Арда́т Лілу́ (англ. Ardat Lilu) — демониця ночі, еротичних сновидінь та труднощів материнства у єврейському та ряді фольклорів світу.
Про походження, дії та атрибути Ліліт існує багато суперечливих уявлень. Згідно з поширеною легендою Ліліт була першою дружиною Адама до створення Єви. Вона посварилася з Адамом, відмовившись коритися йому, оскільки була таким же Божим творінням, як він; покинула його, відмовилася повернутися попри веління трьох янголів і одружилася з Сатаною. Бажаючи помститися Адаму, намагалася спокусити дітей Єви. Щоб розладнати її підступи, як магічний засіб використовувалися амулети з накресленими на них іменами трьох янголів.
У міфології Стародавньої Месопотамії подібне ім'я носять нічні демониці, які вбивають дітей і знущаються над сплячими чоловіками. Можливо, з Ліліт ототожнюється одна з персонажок Епосу про Гільгамеша. Демониці-спокусниці і демониці шкодять породіллям та новонародженим із рисами, що дають ототожнити їх із Ліліт, згадуються у Сувоях Мертвого моря, у деяких ранніх апокрифах християнства, і в арабських міфах.

## Етимологія
Єврейська народна етимологія пов'язує ім'я Ліліт зі словом івр. לילה лайла — «ніч». У семітських мовах, зокрема в івриті, слово «Лейла / ліліт» є прикметником жіночого роду із значенням «нічна». Ім'я Ліліт, як її образ, вважається запозиченим із вавилонської (можливо, і шумерської) міфології. У шумерській Ліль означає «повітря», «вітер»; «Дух», «привид». Шумеролог Володимир Ємельянов припускає, що в імені Ліліт міститься гра слів із різних мов, змішуючи шумерське Ліль («дух») і аккадське лілу («ніч»), що веде до суміші уявлень про демонів цього роду, як про винятково нічних привидів. Крім цього, в івриті словом «ліліт» позначається птах сова.

## Ліліт у месопотамській традиції
Семюел Крамер у 1930-ті вперше ототожнив Ліліт з демоницею ki-sikil-lil-la-ke, яка фігурує в пролозі шумерської версії епосу про Гільгамеша. Згідно з цим стародавнім текстом, демониця оселилася в кроні дерева, посадженого богинею Інанною в своєму саду, і відмовлялася покинути його, поки Гільгамеш її не вигнав. Інтерпретація всього цього епізоду Крамером викликала сумніви інших фахівців.
У вавилонській і ассирійській міфології фігурує біс чоловічої статі — лілу, і бісиці Ліліту й урдут Ліліта. Збережені замовляння проти цих духів майже не поділяють цю демонічну трійку. Вони описуються як імпотентні й безплідні. Проте Ліліту і урдут Ліліта спокушають чоловіків; крім того, вони шкодять породіллям та новонародженим. Про урдут Ліліта говориться:
|  | «Жінка з дому бурі озброюється проти жінки в будинку; ардат лілі, яка перебуває в будинку, спрямовується проти чоловіка; ардат лілі, до якої ніхто з чоловіків не наближається як до жінки; ардат лілі, яка в обіймах мужа не оголює своїх принад; ардат лілі, яка в обіймах свого чоловіка не знімає своїх убрань; ардат лілі, невинність якої не порушив жодний коханець (?); ардат лілі, у грудях у якої немає молока...» |

Можливо, ці бісиці перейшли до вавилонян і ассирійців із шумерської міфології (більшість імен демонів в ассирійській магії має шумерське походження). Шарль Фоссе бачить в єврейській Ліліт безсумнівне продовження образу ассирійських демониць, при цьому він зазначає, що Ліліт — єдина з ассирійських демонів, уявлення про яку мають інші семітські народи.
Володимир Ємельянов у передмові до «Ассирійської магії» Шарля Фоссе пише про цих духів:
|  | Імовірно, їх можна зіставити зі слов'янськими людьми, померлими неприродною смертю і передчасно. У всякому разі, вони завжди відрізняються від гадим - звичайних духів померлих предків (хоча і для останніх характерні незвичайні випадки смерті). Цілком можливо, що люди, що перетворилися в духів лілу , за життя були позашлюбні і не залишили потомства. Так можна пояснити схильність чоловіків-лілу кохатись із земними жінками (причому від них народжуються або виродки, або такі ж демони). |

## У тексті Біблії і в перекладах

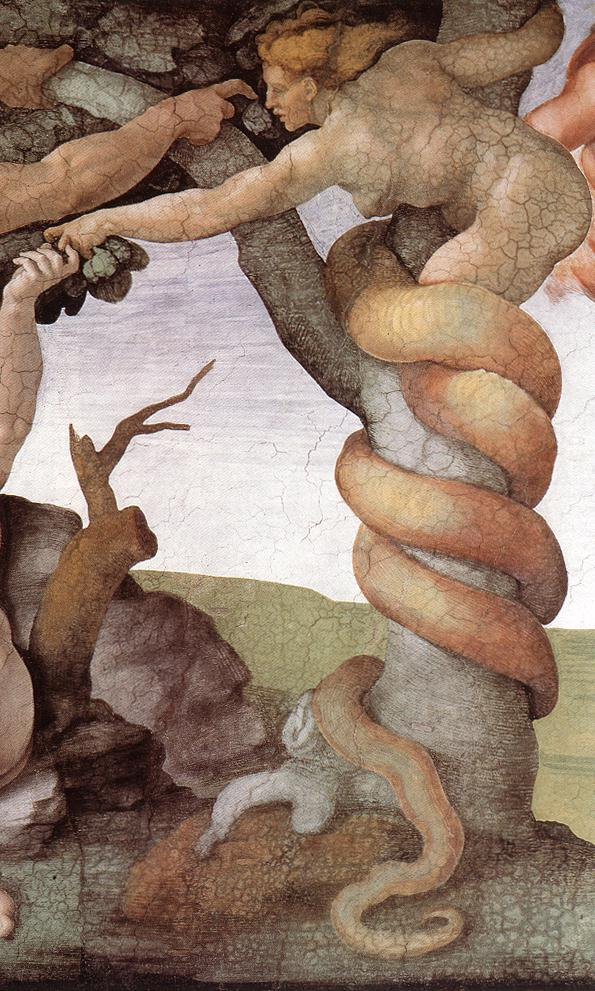
Змій-спокусник у подобі жінки, деталь фрески «Гріхопадіння та вигнання з Раю» (1510) Мікеланджело

У тексті Біблії слово дав-євр. לילית (lilith) трапляється лиш один раз, коли в книзі Ісаї говориться про запустіння Ідумеї після Божого суду:
|  | І заростуть палаци її колючими рослинами, кропивою і лопухом - твердині її; і він стане мешканням шакалів, подвір'ям для страусів. І звірі пустелі будуть зустрічатися з дикими кішками, і лісовики будуть перегукуватися один з іншим; там буде Ліліт тільки ( lilith ) і знаходити собі спокій |

Більшістю дослідників і коментаторів це місце тлумачиться як назва біса, іншими ж — як назва нічного птаха. Джудіт Блер у своїй докторській дисертації (2009) показує, що в оригінальному біблійному тексті мався на увазі птах. У кумранському «Сувої Ісаї» (текст 1Qlsa) це ж слово з'являється у множині. Архімандрит Іов (Гумеров) вважає, що з тексту Ісаї ясно, що мова йде про тварину, а не про духа, який відпочинку не потребує, і під «нічним привидом» перекладачі мали на увазі тварину, яка мешкає вночі і наводить на людину страх.
При створенні Септуагінти, перекладу Старого Завіту давньогрецькою в III—I століттях до н. е. вчені-рабини в грецькому тексті слово lilith не залишили (власна назва мала зберегтися без змін), а переклали його як   Ονοκένταυροι (напівлюдина-напівосел). При створенні Вульгати в IV—V століттях н. е. було використано слово лат. Lamia, Ламія — рід чудовиська жіночої статі. Багато наступних перекладів іншими мовами (зокрема, англійською) використовували це ж слово.
В англійському тексті Женевської Біблії 1560 року і Біблії короля Якова 1611 року говориться (у жіночому роді) про «screech owl» (сплюшка): «the screech owl also shall rest there, and find for herself a place of rest». У більш пізніх перекладах на англійську фігурує «нічна сова», «нічне чудовисько» і Ліліт.

## Ліліт в єврейській традиції
У Талмуді Ліліт описується як демон із жіночим обличчям, довгим волоссям і крилами, яка може оволодіти самотньо сплячим чоловіком, діючи на його уяву. Вона називається матір'ю Ахримана (уособлення зла в зороастризмі); розповідається, що вона танцювала перед царем Соломоном, який мав владу над усіма духами. Ліліт пов'язується легендою, як Адам після гріхопадіння на 130 років розлучився з Євою, утворивши за цей час від стосунків із духами демонів —  лілін.
Згідно з Алфавітом Бен-Сири, першою дружиною Адама була Ліліт. Вона не побажала підкорятися своєму чоловікові, будучи таким же творінням Бога, як Адам.
Вимовивши таємне ім'я бога Ягве, Ліліт піднялася в повітря і полетіла від Адама. Тоді Адам звернувся до Ягве зі скаргою на дружину. Ягве послав навздогін трьох янголів, відомих під іменами Сеною, Сансеной і Самангелоф (Snvi, Snsvi, і Smnglof). Три янголи наздогнали Ліліт біля Червоного моря, але вона навідріз відмовилася повернутися до чоловіка.
Після погрози вбити її Ліліт присягнулася, що вона була послана Богом і, хоча її «функцією» є вбивство немовлят, вона помилує будь-яку дитину, захищенну амулетом або пластинкою з її ім'ям (варіант — іменами янголів, які покарали її). Є три версії покарання Ліліт у літературі: сотня її немовлят буде вмирати щоночі; вона приречена народжувати дітей-демонів; або Бог зробить її безплідною.
В юдейському побуті волохата і крилата Ліліт особливо відома як шкідниця дітонародження. Вважалося, що вона не тільки наводить порчу на немовлят, але викрадає їх, п'є кров новонароджених, висмоктує мозок з кісток і підміняє їх. Їй також приписувалося псування породіль і жіноче безпліддя.
Саме легенди, що говорять про Ліліт як про вбивцю новонароджених, пояснюють традицію вішати амулет з іменами янголів біля колиски єврейської дитини. Амулети і замовляння для породіллі проти Ліліт повинні містити не тільки імена трьох янголів, які намагалися повернути її, а й деякі імена самої Ліліт: Батна (черево), Одем (почервоніння) або аморфній (яка не має форми). Також з цим переказом пов'язана традиція прив'язування червоної нитки на руку (зазвичай немовляті) — вважається, що Ліліт боїться червоного кольору. Особливо небезпечна ніч перед обрізанням немовляти — щоб уберегти дитину від Ліліт, його батько повинен всю ніч безперервно читати уривки з «Зоар» та інших книг Каббали.
Деякі мідраші й кабалістичні джерела говорять про двох Ліліт (при цьому мова йде про два образи однієї дияволиці):
- Старша Ліліт («Бабуся Ліліт») — цариця і мати демонів, дружина Самаеля (часто ототожнюється з Сатаною).[12]
- Молодша Ліліт — дружина Асмодея.

### Ліліт у кабалістичній традиції

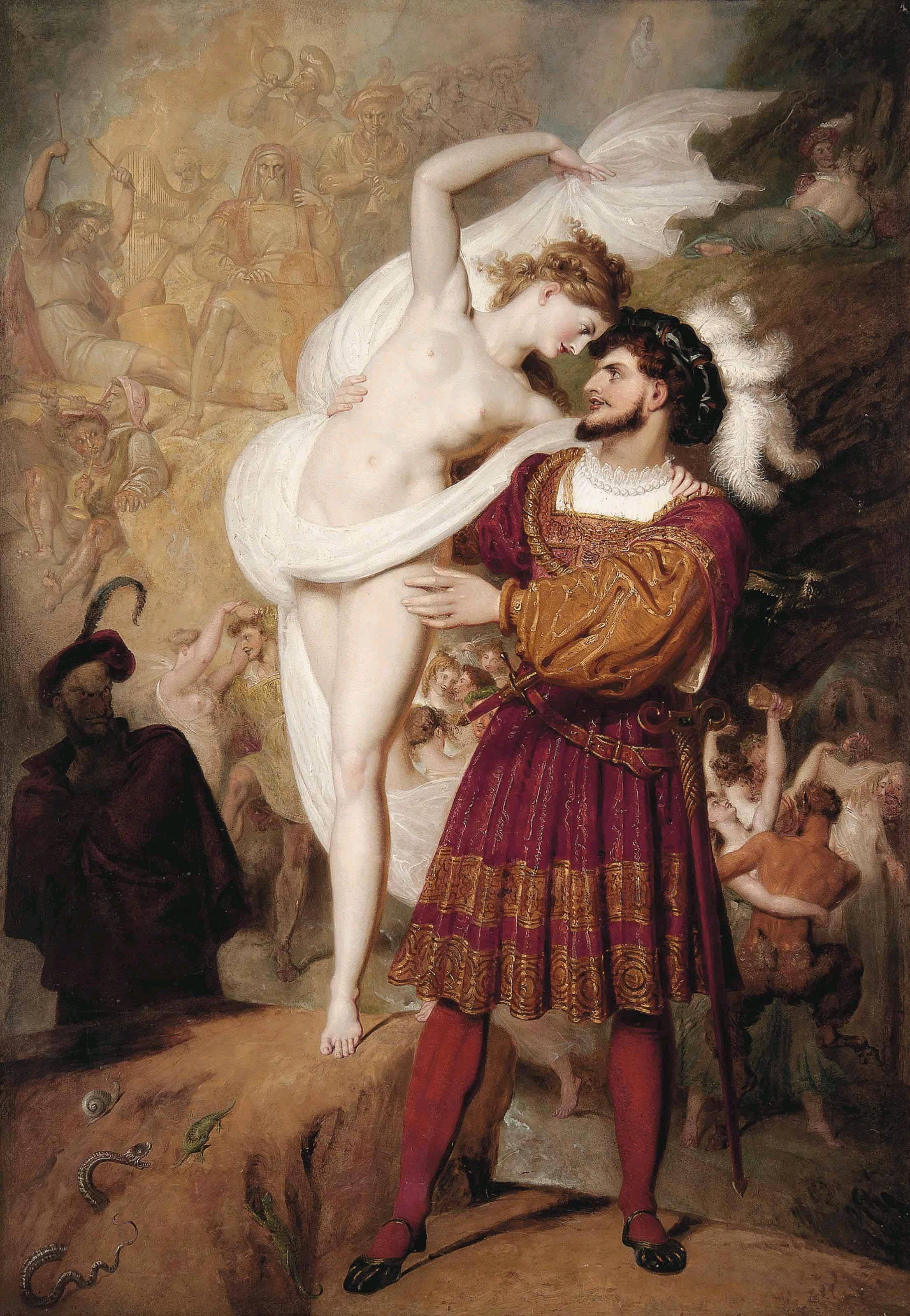
«Фауст і Ліліт» (1831)

У кабалі Ліліт — дияволиця, що приходить уві сні до неодружених молодих чоловіків і спокушає їх.
У кабалістичній книзі Зоар Ліліт стала дружиною Самаеля і матір'ю демонів. На думку Гершома Шолема, уявлення про Ліліт як першу дружину Адама було запозичене автором книги з «Алфавіту Бен Сири».
Згідно із Трактатом про ліву еманацію, у Ліліт і Самаеля народився сліпий Дракон. Дракон кастрований, «щоб яйця гадюки не вилупилися в світ». Ті, хто вилуплюється з таких яєць, називаються Ліліна. Вони покриті волоссям цілком, за винятком голови.

У середні віки легенда дещо змінилася: Ліліт стала вже не змією, а духом ночі. Іноді вона постає у вигляді янголки, що відає народженням людей, іноді — демоницею, яка докучає сплячим поодинці або самотньо бреде дорогою. У народній уяві вона постає у вигляді високої мовчазної жінки з довгим чорним розпущеним волоссям.

## В інших традиціях
Про Ліліт згадується в сирійських магічних формулах, опублікованих Голлендом, і в заклинаннях на магічних чашах з Британського Музею і Лувру. У написі-заклинанні VIII—VII століть до н. е. з Арслан-Таша (Північна Сирія), написаної на хааненейській або івриті, можливо, міститься ім'я Ліліт: «Літаючій в темних покоях — піди швидше, Лл [т?]».
Ліліт — демониця, згубна для новонароджених та породіль, зустрічається також в християнській літературі візантійської і пізнішої епохи. В арабській демонології така демониця відома під іменами Карина або Табі'а.

## Ліліт у сучасномусатанізмі
У сатанізмі інтерпретації Ліліт вельми різноманітні. Вона може розумітися як символ свободи (через відкидання свого первісного призначення служити Адаму); знавчиня та навчителька магії; духовна мати Каїна та його нащадків; активна частина первісного принципу Чорного Полум'я; уособлення мудрості та життєвої сили; свободи духу; сексуального вільнодумства; жіноцтва взагалі; інстинктивне, несвідоме начало людини; жіночий даймон, відповідник чоловічого даймона Самаїла.
У поемі Рене Вів'єн «Ліліт: єврейська легенда» (1903) Ліліт постає першою людиною, створеною до Адама. Вона цурається його, але згодом знаходить Сатану, котрий стає її «містичним коханцем». Трактуючи міф про Ліліт крізь власну гомосексуальність, поетеса зобразила можливі гетеросексуальні стосунки між Ліліт і Адамом як протиприродні. Рене Вів'єн здійснила цією та іншими своїми поезіями значний вплив на формування феміністичного сатанізму та лесбійського ізоляціонізму.
Винятком є Лавейська традиція. У ній Ліліт майже не згадується. В інших випадках її згадують серед вищих дияволів:
- Мати Життя і Смерті згідно з матеріалами Templium Lilithi (Храму Ліліт).

|  | З бездонних глибин Предковічного Мороку повстала в дійсність Ти, Мати Життя і Смерті, Мати всіх чаклунських чар, Диявольських Мистецтв і потаємної майстерності породжень найдавнішої Ночі, Дарувальниця згубної таємниці вогняного буття. Ти породила малих і великих Нечистого Племені і захопила їх за собою на штурм небесного граду .... |

- Одна з 11 вищих дияволів і дружина Сатани в Лібер Азерате (Liber Azerate), виданій Храмом Чорного Світу (TOTBL):

|  | Від Адрамелека, володаря всієї краси, осліплює слабких, отрута хаосу потік далі і створив десяту антикосмічну богиню, Ліліт, і восьме вістря розімкнутої Пентаграми. Від Ліліт, цариці темних вимірювань і княгині хаосу, холодне насіння дракона смерті потекло далі і створило одинадцяту антикосмічну демоницю, принцесу Наама, і десяте вістря розімкнутої Пентаграми |

- Мати Каїна і дружина Сатани в книзі Майкла Форда «Люциферіанське відьомство» (Luciferian Witchcraft, Michael Ford):

|  | Методологія здійснення цього великого гріха така - зороастрійські і єврейські жерці писали, що Ариман - Самаель не має здатність до передбачення, так що лише за допомогою бездротової технології з Ліліт, Нареченою, яка також є вогнем і Темрявою, як і її близнюк, може стати цілісним Противником і набути здатності передбачати, а також управляти їх пристрастями. Це сама суть процесів Магії, шляхи Yezer Ha-Ra, втілення пристрастей Мага |

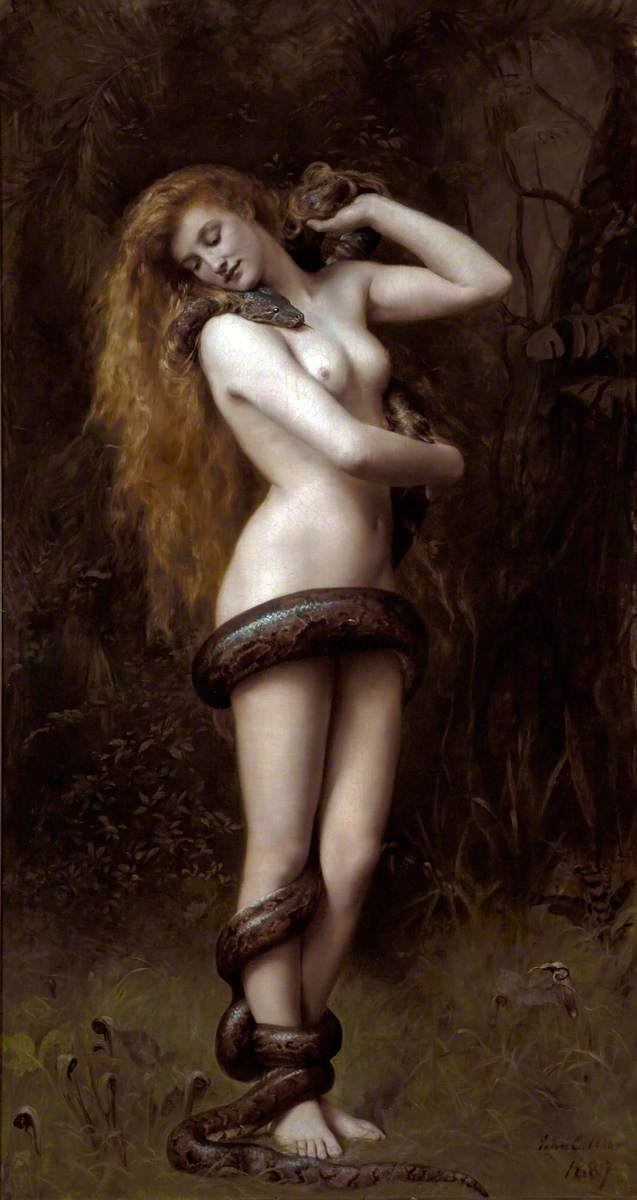
«Ліліт» (1892) Джон Кольєр

- Одна з дев'яти вищих дияволів в «Повній книзі з демонолатрії» (The Complete Book of Demonolatry):

|  | Ліліт. У єврейському міфі перша дружина Адама. Пізніше дружина Сатани. Згідно багатьох демонологів, Ліліт управляє Сукуб. Про Ліліт кажуть, що вона прагне знищувати новонароджених немовлят. З цих причин євреї ввели практику написання формул на дверях, призначених, щоб змусити Ліліт піти. Ліліт - княгиня (принцеса) Пекла |

- Мати племені демонів в Inferion:

|  | Я - мати племені Демонів. Як ніч, я виявляю атрибути своєї влади. Моя немилосердна присутність Знекровлює Всесвіт. |

Необхідно відзначити, що перераховані праці відносяться до різних традицій, які мають різний погляд на предмет.

## Трактування образу
У психоаналітичній традиції Ліліт уособлює архетип «жахливої матері», реалізований також в образах античних ламій, богині Гекати чи казкової мачухи. Ліліт — це мати, від якої в дитинстві людина залежить, яку вона любить і боїться. Проте, дорослішаючи, дитина перестає потребувати матір так само сильно, і та, почуваючись забутою, прагне помсти дитині, щоб повернути над нею владу. «Жахлива мати» зокрема бажає нашкодити синові та його дружині, у якій вбачає суперницю.
У літературі, за трактуванням Джорджа Макдональда в його однойменному романі, Ліліт дає життя дітям ціною життя їхніх батьків. Кожне доросле покоління стає ворогом для неї.

## Використання імені
Ім'я Ліліт є популярним жіночим ім'ям у вірмен. На відміну від сформованого в світовій історії та культурі стереотипу у Вірменії це ім'я, як вважається, дає його власниці такі властивості і риси характеру, як жіночність, хазяйновитість, плодючість.